# Torá oral
La Torá oral o Ley oral (en hebreo: תּוֹרָה שֶׁבְּעַל־פֶּה‎, romanizado: Tōrā šebbəʿal-pe) son estatutos e interpretaciones legales que no están escritos en los Cinco Libros de Moisés de acuerdo con el judaísmo rabínico, la Torá escrita (en hebreo: תּוֹרָה שֶׁבִּכְתָב‎, romanizado: Tōrā šebbīḵṯāv, lit. 'Ley escrita'), y que son consideradas por judíos ortodoxos como prescriptivas y dadas al mismo tiempo. Este código de conducta judío holístico abarca una amplia gama de rituales, prácticas de culto, relaciones interpersonales y con Dios, que incluyen desde leyes dietarias hasta la observancia del Sabbat y las festividades, pasando por las relaciones matrimoniales, prácticas agrícolas y reclamaciones civiles y de daños y perjuicios. 
De acuerdo con la tradición judía rabínica, la Torá oral fue transmitida oralmente de generación en generación, en una cadena ininterrumpida, hasta que su contenido fue finalmente puesto por escrito tras la destrucción del Segundo Templo en el año 70 d. C., momento en el que la civilización judía tuvo que enfrentarse a una amenaza existencial, en virtud de la dispersión del pueblo judío.
Los principales repositorios de la Torá oral son la mishná, que fue compilada por Yehudah Hanasí entre los años 200 y 220 d. C., y la guemará, una serie de comentarios y debates continuos en relación con la Mishná, y que en su conjunto forman el talmud, que constituye el texto preeminente del judaísmo rabínico. Hay de hecho dos «versiones» del talmud: una hecha en Galilea c. 300-350 d. C. (el llamado talmud de Jerusalén), y un segundo talmud más extenso que fue compilado en la Babilonia judía c. 450-500 d. C. (el llamado talmud de Babilonia).
Un principio fundamental de fe en el judaísmo ortodoxo es la creencia de que al menos algunas partes de la torá oral fueron transmitidas oralmente por Dios a Moisés en el Monte Sinaí bíblico en medio del Éxodo desde Egipto, y Maimónides lo reconoció como uno de sus Trece principios de la fe. No obstante, no todas las ramas nuevas de ideologías de inspiración rabínica aceptan que la torá oral proceda literalmente del Sinaí, caracterizándola en cambio como el producto de un proceso histórico de interpretación continua.
Ha habido asimismo disidentes históricos de la torá oral en su totalidad, entre quienes se encuentran los antiguos saduceos, esenios y seguidores del judaísmo caraíta moderno, quienes derivan sus prácticas religiosas estricta y exclusivamente de la torá escrita, usando el significado más natural de las Escrituras para formar su propia base de la ley judía. Los caraítas apelan a menudo a tradiciones interpretativas pero, a diferencia de los judíos rabínicos, no atribuyen a tales tradiciones una paridad autoritativa o normativa con respecto a la torá escrita. Los judíos beta Israel, que siguen tradicionalmente una forma de judaísmo denominada Haymanot, rechazan también la idea de una torá oral.  

## Componentes de la Torá oral
El término «Torá oral» no debe entenderse como monolítico. La Enciclopedia Judía divide la Torá oral en ocho categorías—ordenadas de acuerdo con su nivel relativo de autoridad—que se encuentran dentro del talmud, la tosefta y los midrashim halájicos.
1. Explicaciones de aquellas leyes del derecho escrito que no son plenamente inteligibles sin sus explicaciones y, presuponen por tanto una interpretación oral. Tales explicaciones están conectadas de alguna manera con las Escrituras.
2. Halajot antiguas que no tienen conexión con las Escrituras y no pueden conectarse con ellas, de manera que derivan su autoridad sólo de la tradición que las atribuye a Moisés en el Sinaí. (En el caso de estos dos grupos, es imposible determinar qué aclaraciones y reglas fueron realmente dadas a Moisés en el Sinaí y cuáles fueron añadidas posteriormente.)
3. Leyes que se encuentran en los libros de los profetas . Algunas de ellas se originaron en la época de los Profetas, pero otras son mucho más antiguas, y tal vez hayan sido transmitidos oralmente y puestas por escrito por los Profetas. También se les llama «Dibre Ḳabbalah» (Palabras de tradición).
4. Interpretaciones y regulaciones que definen muchas leyes escritas, así como nuevas leyes, formuladas por los escribas tempranos, empezando en la época de Esdras. Éstas también son llamadas «Dibre Soferim» (Palabras de los escribas).
5. Interpretaciones y regulaciones que cubren la ley escrita, así como nuevas halajot, que los tanaim dedujeron a partir de las Escrituras mediante reglas hermenéuticas o mediante conclusiones lógicas. Hay diferencias de opinión entre los estudiosos con respecto a la mayoría de estas explicaciones y definiciones, pero tienen el mismo peso que la ley escrita, y también se les llama «Debar Torah"»(Reglamento de la torá).
6. Costumbres y observancias («taḳḳanot») que fueron introducidas en épocas diversas por diferentes estudiosos. Se le atribuyen en parte a Moisés, y en parte a Josué, pero principalmente a los miembros de la Gran Sinagoga o a los Soferim («escribas»), y también se les llama «Dibre Soferim» («Palabras de los escribas»).
7. Estatutos y decisiones («gezerot») decretadas por el sanedrín o tribunal, y aceptadas generalmente. Tales leyes sólo podían ser derogadas por otro tribunal mayor que el primero en términos de número y erudición.
8. Estatutos y regulaciones para los cuales los eruditos no habían encontrado tradición ni alusión en las Escrituras, pero que aceptaban como normas después de abstraerlas de las costumbres y leyes del país en el que vivían. Estos eran llamados «Hilkhot Medinah» (Estatutos del país).

Las leyes de los últimos tres grupos no eran consideradas iguales en términos validez a la ley escrita («De'oraita»), sino que se consideraban somo simples regulaciones rabínicas («de-rabbanan»).

## Desarrollo histórico

### Fuente y transmisión
De acuerdo con estudios modernos, las tradiciones incorporadas en lo que se conoció después como la «Torá oral» se desarrollaron a lo largo de varias generaciones entre los habitantes de Judea y fueron transmitidas a través de modos diversos de transmisión cultural, que incluyeron pero no se limitaron a la transmisión oral. Se ha planteado la hipótesis de que, en algún punto previo al exilio babilónico entre el 586 y el 530 a. C., al aplicar el código mosaico a la vida cotidiana y al culto en el templo, «una multitud de usos que surgieron de la necesidad práctica, conveniencia o experiencia se hicieron en parte de la rutina de observancia del código y, con el paso del tiempo, llegaron a compartir la santidad y autoridad inherentes al código divinamente inspirado».

Tales prácticas sufrieron un crecimiento exponencial a partir de la época de Esdras y hasta la destrucción del Segundo Templo por parte de los romanos, a raíz de las cambiantes condiciones sociales y religiosas que vivían los habitantes de Judea. Muchas de tales prácticas eran promovidas por la secta de loss fariseos, compuesta por judíos mayoritariamente de clase baja y media que se oponían a los saduceos, la casta sacerdotal que controlaba el culto del templo. Los saduceos rechazaban la legitimidad de cualquier ley o tradición extrabíblica, así como ideas cada vez más populares tales como la inmortalidad del alma o  intervención divina. Danby señala lo siguiente:
Una hipótesis razonable es la de que un resultado de esta controversia—una que continuó durante dos siglos—fue una compilación deliberada y justificación de la tradición no escrita por parte del partido fariseo, tal vez no sistemática y pequeña en escala en las etapas tempranas, pero estimulada y fomentada de vez en cuando tanto por la oposición de los saduceos como por controversia interna (tal como, p. ej., las disputas entre las Casas de Hillel y de Shammai) dentro de las filas de los fariseos, lo que culminó en las colecciones de leyes tradicionales (Halajot) de las cuales la mishná actual extrae su material.
Con la destrucción del Segundo Templo alrededor del año 70 d. C., la secta de los saduceos fue despojada de su principal fuente de autoridad (esto es, el Templo y sus ritos y cultos), sin la cual su teología no tenía posibilidad de sobrevivir. Por otro lado, los fariseos pasaron a ser los progenitores de la clase rabínica, quienes formalizaron las tradiciones de sus predecesores. Tras la destrucción del Templo, es posible que el líder farisaico Yohanan ben Zakai (30-90 d. C.) se estableció en Yavne, donde creó una escuela que llegó a ser considerada por otros judíos como los sucesores del Sanedrín de Jerusalén. A este Concilio de Jamnia le recayó la obligación de administrar e interpretar la ley religiosa, conservar la tradición y resolver problemas que surgieron a raíz de que numerosas observancias dependían en el pasado de la existencia del Templo y del sacerdocio. De esta manera, entre los años 70 y 130 d. C., cuando la revuelta de Bar Kojba diezmó aún más a la comunidad judía, la Ley oral pasó por un período significativo de desarrollo y un nivel sin precedentes de autoridad legal y religiosa entre la población.[cita requerida]

### Codificación

#### La mishná
La destrucción del Segundo Templo y la caída de Jerusalén en el siglo I y comienzos ddel II d. C. devastaron a la comunidad judía. Tanto la primera guerra judeo-romana, entre los años 66 y 73 d. C., como la revuelta de Bar Kojba, costaron cientos de miles de vidas judías, así como la destrucción de yeshivot importantes y la muerte de miles de estudiosos y estudiantes. Fue en ese punto que se hizo evidente que la comunidad hebrea y su conocimiento estaban bajo amenaza, y que la única manera de garantizar que se pudiera preservar la ley era poniéndola por escrito. En consecuencia, alrededor del año 200 d. C. se completó una edición de la Ley Oral por escrito. Tanto la tradición rabínica como la investigación atribuyen este esfuerzo a Yehudáh Hanasí. El resultado de este esfuerzo, la mishná, se considera generalmente como la primera obra de la literatura rabínica.
«Mishná» es el nombre que se le da a los 63 tratados que Hanasí codificó de manera sistemática, que a su vez se dividen en seis «órdenes». A diferencia de la Torá, en la que, por ejemplo, las leyes del Sabbat se encuentran dispersas a lo largo de los libros del Éxodo, Levítico y Números, todas las leyes mishnáicas del Sabbat se encuentran en un solo tratado llamado Shabbat. Más aún, las leyes contenidas en los 24 capítulos que componen tal tratado son mucho más extensas que aquellas contenidas en la Torá, lo que refleja la amplitud de la Ley Oral. De acuerdo con lgunas autoridades, Hanasí hizo uso de hasta 13 colecciones separadas de Halajot provenientes de diferentes escuelas y períodos, y volvió a reunir ese material en un todo coherente, lo organizó de manera sistemática, resumió discusiones y, en algunos casos, emitió sus propios fallos en aquellos casos en que existían tradiciones alternativas.
La Mishná hace mucho más que exponer los mandamientos bíblicos en profundidad y organizarlos. En cambio, temas importantes cubiertos por la Mishná «no están basados en fundamento bíblico alguno», como ocurren en el caso de porciones de los tratados de derecho civil del Bava Kama, Bava Metziá y Bava Batra. Dicho de otra manera, «Para perfeccionar la torá [escrita], la tradición oral tuvo que cubrir una variedad de transacciones que no tenían ninguna ley en absoluto en las Escrituras». Así como partes de la Torá reflejan (de acuerdo con la hipótesis documentaria) la agenda del sacerdocio levita en el aspecto de centralizar el culto en el Templo de Jerusalén y legitimar la autoridad sacerdotal exclusiva sobre el culto sacrificial, así mismo es posible considerar que la mishná refleja el «programa» único de los Tanaim y sus sucesores para desarrollar una forma igualitaria de judaísmo con énfasis en la justicia social y una aplicabilidad a lo largo de toda la diáspora judía. Como resultado, ocurre a menudo en el talmud que los rabinos escudriñan las Escrituras en busca de apoyo textual para justificar la práctica religiosa existente, en lugar de derivar la práctica de manera orgánica del lenguaje de las Escrituras.

#### La Guemará
El método de codificación de Hanasí, en el que con frecuencia incluyó puntos de vista minoritarios y citas por nombre a rabinos que defendían diferentes perspectivas, se convirtió en un modelo para la Guemará, un compendio de discusiones y comentarios respecto a las leyes de la nishná por parte de generaciones de rabinos destacados durante los cuatro siglos venideros en los dos centros de la vida judía, Siria Palaestina (o «Judea») y Asoristán (o «Babilonia»).  La guemará y la mishná llegaron a editarse en conjunto en compilaciones conocidas como el Talmud. Tanto el Talmud de Babilonia como el Talmud de Jerusalén han sido transmitidos de manera escrita hasta la actualidad, si bien se considera que el más extenso Talmud de Babilonia tiene mayor autoridad.
Las discusiones del talmud siguen el mismo orden de la mishná, si bien no se discuten todos los tratados. Por lo general, se cita una ley de la mishná, que seguida de una deliberación rabínica respecto a su significado. La discusión a menudo, aunque no siempre, resulta en una decisión respecto a cuál es la posición más persuasiva o autorizada con base en fuentes disponibles o evidencia anecdótica.

## En la tradición judía

### Pensamiento rabínico
La tradición rabínica considera que la Ley Oral es de origen divino. La proveniencia divina y la autoridad de la Ley Oral tal y como fue transmitida por Dios a Moisés en el Monte Sinaí sigue siendo aceptada por el judaísmo ortodoxo como por el haredí como un precepto fundamental del judaísmo. La Ley oral constituyó la base de la literatura rabínica posterior casi en su totalidad. Se encuentra, por lo tanto, relacionada estrechamente con el desarrollo de lahalajá. Como tal, y a pesar de la codificación, se requiere de igual manera de la interpretación de la Ley Oral.

#### Fuente divina y transmisión
Rabinos de la era talmúdica concibieron la Torá oral de dos maneras distintas. En primer lugar, la tradición rabínica vio a la Torá Oral como una cadena de transmisión ininterrumpida. El rasgo distintivo de esta perspectiva era que la Torá Oral era «transmitida de boca en boca y memorizada». En segundo lugar, los rabinos vieron a la Torá Oral también como una tradición interpretativa, y no como simples tradiciones memorizadas. Pensaban que la torá escrita contenía muchos niveles de interpretación. Correspondía, pues, a generaciones posteriores, que estaban inmersas en la tradición oral de interpretación, descubrir aquellas interpretaciones («ocultas») no reveladas por Moisés. Moisés estaba en cambio obligado a impartir las explicaciones a estudiantes, niños y adultos oralmente. En consecuencia, estaba prohibido escribir y publicar la Torá Oral, y si bien algunos rabinos mantenían notas privadas de sus enseñanzas, lo hacían sólo para su conveniencia personal.
La tradición judía ha identificado la ininterrumpida cadena histórica de personas a quienes se les encomendó la transmisión de la Ley Oral desde Moisés hasta el período rabínico temprano: «Moisés recibió la torá y se la transmitió a Josué; Josué a los Ancianos; los Ancianos a los profetas; y los profetas lo transmitieron a los hombres de la Gran Asamblea». De forma similar, Maimónides escribió una descripción generación por generación de los nombres de todos aquellos en la línea directa que transmitieron esta tradición, empezando por Moisés hasta Ravina y Rav Ashi, los rabinos que compilaron el Talmud de Babilonia.

#### La interacción del derecho oral y escrito
Según el judaísmo tradicional, la Ley Oral debió haber sido difundida al mismo tiempo que la Torá Escrita en tanto ciertos mandatos de la torá serían indescifrables si no hubiera un códice explicativo separado (y, presuntamente, Dios no exigiría que se cumpliera con mandamientos que no pudieran entenderse). Muchos términos utilizados en la Torá carecen de definición, como ocurre con la palabra totafot, que es traducida por lo general como «insignia», que se usa tres veces en el Pentateuco (en Éxodo 13:9 y Deuteronomio 6:8 y 11:18), pero solo llega a identificarse con los tefilín (filacteria) en la mishná (véase Menajot 3:7).
De manera similar, muchos procedimientos se mencionan sin ser explicados y sin instrucciones, o se asume que el lector está ya familiarizado con ellos. Por ejemplo, la discusión sobre el shejita (sacrificio kosher del ganado) en Deuteronomio 12 reza que «podrás sacrificar del ganado mayor y menor que Yahveh te haya concedido, del modo que yo te he prescrito», sin ninguna indicación clara de qué es lo que se había «prescrito», y es sólo en la Torá Oral donde se explican los diversos requisitos del sacrificio ritual. Asimismo, Deuteronomio 24 discute de pasada las leyes del divorcio, mientras que tales leyes se establecen con gran especificidad en la mishná y la guemará. Otro ejemplo es aquel según el cual el hilo azul de tejelet del tzitzit debe teñirse con un extracto de lo que los estudiosos creen que es un caracol, un detalle del que sólo se habla en la Torá oral. Para otros ejemplos y discusión adicional a este respecto véase Kuzari 3:35.
Más aún, de acuerdo con la perspectiva tradicional, sin una Ley Oral, la adhesión ciega al texto en bruto de ciertos mandamientos de la Torá llevaría a que se cometieran actos poco éticos o haría que el practicante violara un mandamiento que aparezca en otra parte de la Torá. Ninguno de estos resultados podría haber sido voluntad de Dios, de manera que, a priori, se debió haber proporcionado un conjunto de «instrucciones» complementarias. Un ejemplo clásico es la frase «Ojo por ojo, diente por diente, mano por mano, pie por pie» de la que la tradición oral considera que implica compensación monetaria, en lugar de una Lex talionis literal. Además, la interpretación de «compensación monetaria» se ve confirmada en Números 35, 30-31, implicando que la Lex talionis sólo debe usarse en caso de asesinato, relación que va paralela a la lógica del párrafo anterior.
Por último, y de forma similar, la Torá Oral es necesaria a la hora de explicar acciones de personajes bíblicos que son aparentemente discordantes con otros versículos. Por ejemplo, el matrimonio de Booz con Rutparece contradecir la prohibición de casarse con moabitas (Deuteronomio 23:3–4), pero la Torá Oral explica que esta prohibición está limitada a los hombres moabitas. Asimismo, la práctica rabínica en la Cuenta del Omer (Levítico 23:15-16) está en desacuerdo con la práctica caraíta, la cual parece concordar con una lectura más literal de tales versículos, pero es de hecho confirmada en Josué 5:10–12. Gran parte del análisis talmúdico demuestra similarmente cómo las decisiones y/o disputas de la mishná se derivan de hecho de textos bíblicos mucho más antiguos y, por lo tanto, son consistentes con ellos. De manera relacionada, el Tárgum de Onquelos del siglo I es en gran medida consistente con la tradición oral como está escrita en el midrash, redactado por escrito apenas en los siglos III o IV.
En complemento con a la evidencia textual e interna mencionada antes, arqueólogos han descubierto varias evidencias físicas relacionadas con rituales y prácticas religiosas que estaban vigentes previamente a la codificación de la mishná, a partir de lo cual puede inferirse que Yehudá Hanasí y sus contemporáneos describieron, y no innovaron, el judaísmo normativo tal y como se practicaba durante el siglo I d. C. y anteriormente. Por ejemplo, excavaciones en Qumrán (Cueva 4) han encontrado especímenes de filacteria y rollos de pergamino que reflejan discusiones talmúdicas posteriores. De igual manera, la estructura y ubicación de baños rituales en Masada parece consistente con los requisitos rabínicos de acuerdo con el tratado Mikvaot de la mishná, si bien fueron construidos unos 120 años antes de que la Mishná se compilara. Asimismo, un sello de arcilla descubierto en 2011 en Jerusalén es consistente con la tradición como aparece escrita en el tratado Shekalim (capítulo 5). Entre los papiros de Elefantina hay una «carta de Pascua» (419 a. C.) que ya incluía muchas de las observancias de Pésaj de la actualidad, así como el primer texto conocido de un ketuba (alrededor del 440 a. C.). La <i id="mwAU8">Carta halájica</i> de Qumrán, en la que aparecen alrededor de una docena de disputas relativas a la aplicación de la halajá, da testimonio también del proceso evolutivo de la Ley Oral.

#### En la literatura y comentarios rabínicos
Se discute en esta sección el tratamiento rabínico de la Ley escrita a la luz de la Ley oral, y la superposición consiguiente de lo oral y lo escrito, y no se trata de una discusión general de la literatura rabínica per se.
Como se indicó previamente, la Ley Oral aparece escrita en el midrash y el talmud, mientras que la literatura rabínica posterior está basada en estas obras. Estos documentos «orales» originales, están, con todo, estrechamente conectados con los escritos. De esta manera, el midrash ofrece una discusión versículo por versículo de todo el tanaj (escrito), según la Torá oral. De forma similar, si bien aplica un marco diferente, el talmud discute y analiza la Torá escrita—tanto desde una perspectiva agádica como halájica—con base en la tradición oral (y escribiéndola). En este caso la discusión se organiza en torno a la Mishná, y la discusión no se desarrolla en versículos como ocurre con el midrash.

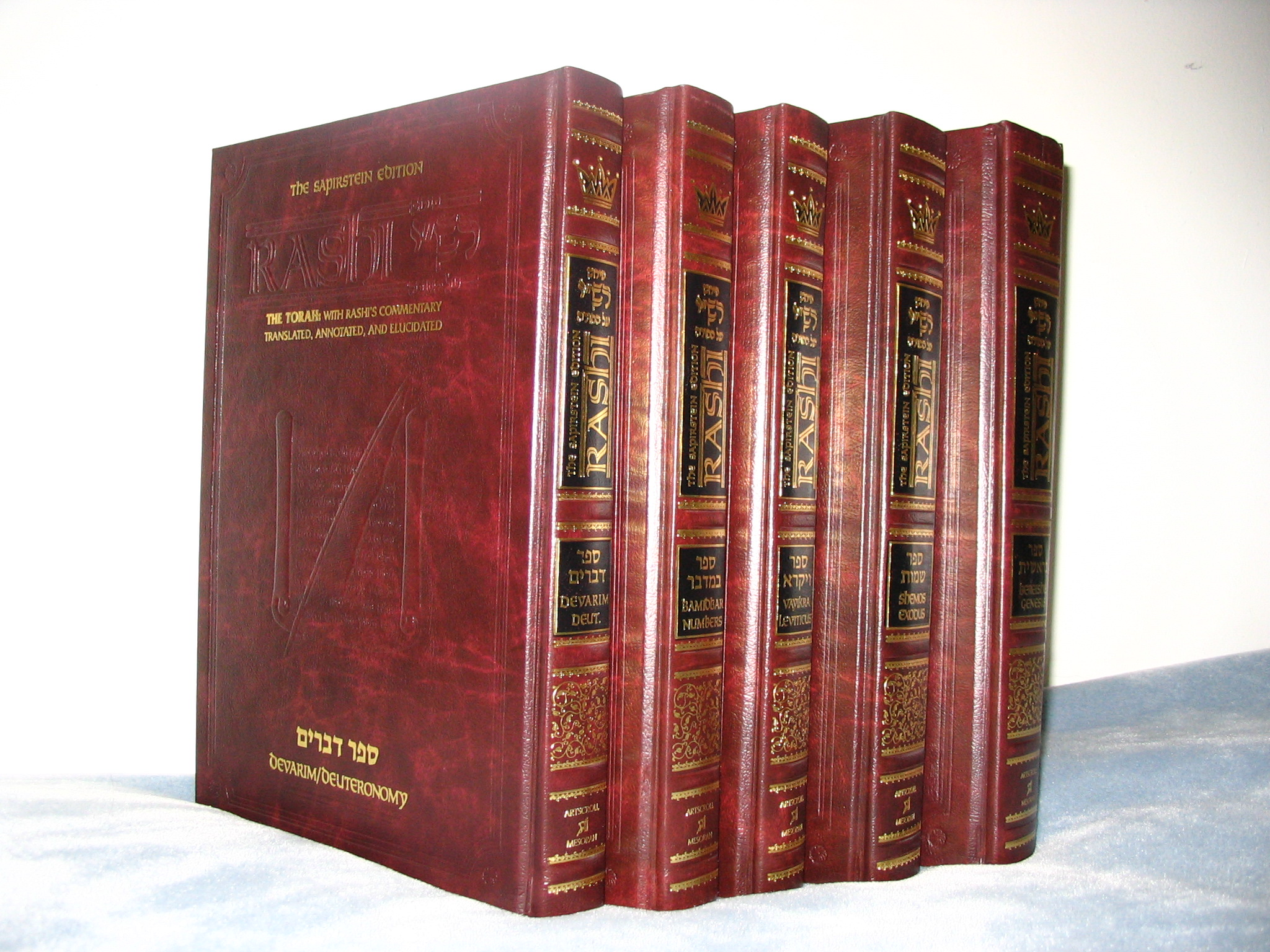
Una traducción moderna del comentario de Rashi sobre el jumash, publicada por Artscroll

En la era de los Rishonim la Ley Oral es incorporada en los primeros comentarios formales de la Torá, en donde se discute o analiza el texto bíblico con base en varias tradiciones midráshicas y talmúdicas. El principal de ellos es probablemente el Comentario sobre el tanaj de Rashi. Esta obra clarifica el significado «simple» del texto, abordando preguntas implícitas en la formulación o estructura de versículos o párrafos, basándose en la literatura midráshica, talmúdica y agádica. Ha dado lugar a numerosos contracomentarios (p. ej., Rambán) y supercomentarios (p. ej., Mizraji), todos basados de manera similar en la Torá oral y ampliamente estudiados hasta la actualidad.

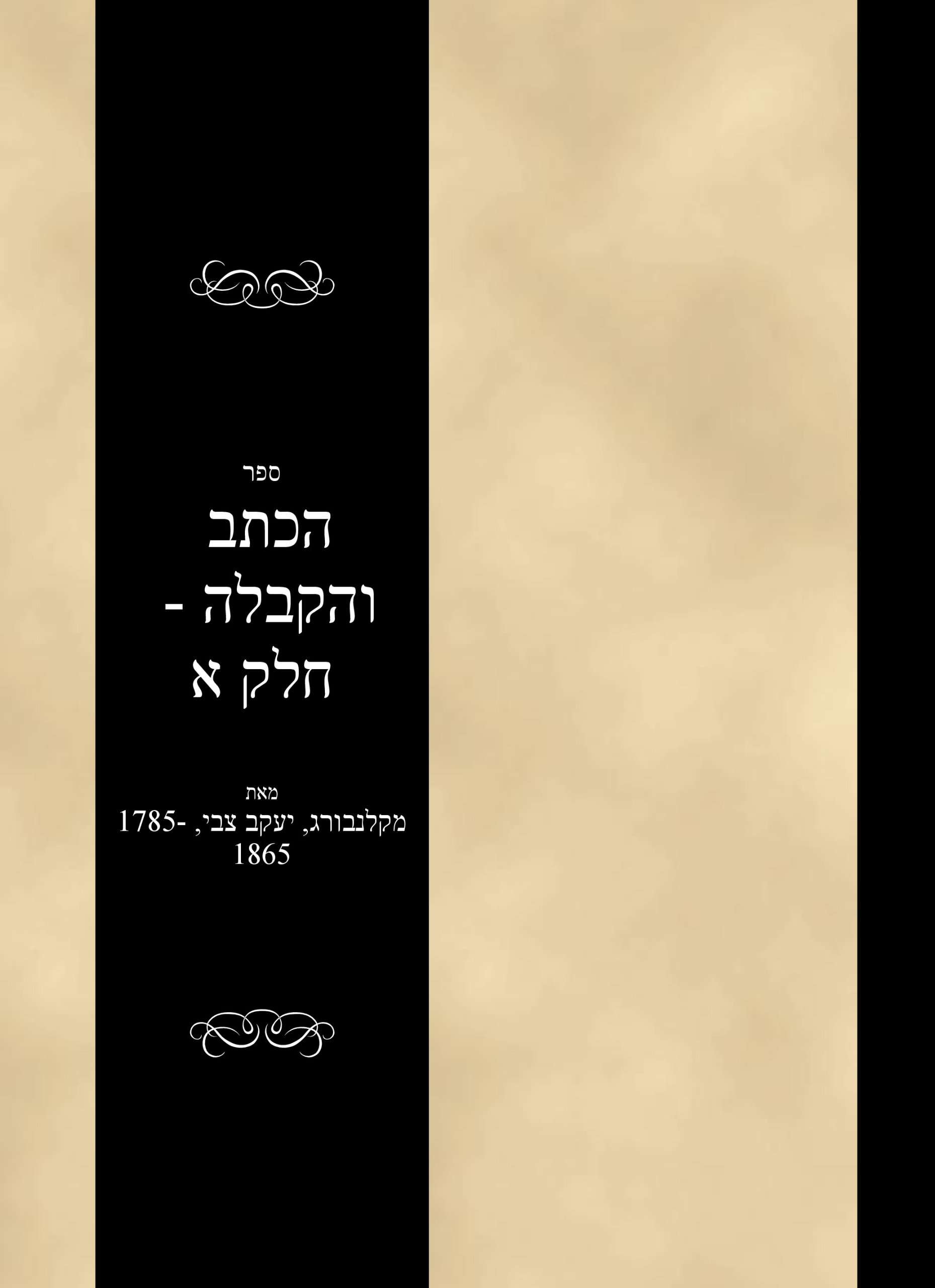
La Haketav VeHaKabbalah de Yaakov Tzvi Mecklenburg trata sobre la relación entre la Torá escrita y oral.

En épocas más recientes, tiempos ajarónicos, se han escrito varios comentarios (ortodoxos) que, en cierto sentido, revierten la dirección del análisis. Estos comentarios se originaron en respuesta a los (antiguos) desafíos de la haskalá y la crítica bíblica, y tenían como propósito «demostrar la indivisibilidad de la Torá escrita y su contraparte, la Torá oral», y al hacerlo, «mostrar la relación orgánica entre la Ley Escrita y la Ley Oral», muchas veces a la luz de lo expresado anteriormente. Dado este propósito, estos comentarios brindan en seguida un análisis más detallado y explícito. Los principales de estos comentarios son:
- Ha'amek Davar («Profundizar en el asunto») sobre la Torá, y Davar Ha'amek sobre los Nevi'im y Ketuvim, de Naftali Zvi Yehuda Berlín, el «Netziv»
- Haketav VehaKabbalah («La [Torá] escrita y la tradición [oral]») sobre la Torá, de Yaakov Tzvi Mecklenburg
- HaTorah vehaMitzva («La Torá y el Mandamiento») de Meïr Leibush, el «Malbim», cubre todo el tanaj excepto los libros de Kohelet y Eicha.
- Uebersetzung und Erklärung des Pentateuchs («Traducción y comentario del Pentateuco») de Samson Raphael Hirsch.
- Torah Temimah («La torá perfecta») sobre la torá, de Baruch Epstein .

Una obra más reciente de este tipo es el Da'at Miqra israelí (y en cierta medida el Da'at Sofrim de Chaim Dov Rabinowitz). También es relevante la obra literaria de Mordechai Breuer.
Contemporáneas y complementarias a estos comentarios, se escribieron obras específicas de tipo monografía, que discutían la Torá Oral en concepto e históricamente. Entre estas se encuentran:
- <i id="mwAa0">Dor Dor v'Dor'shav</i> («Cada generación y sus eruditos»), del rabino Isaac Hirsch Weiss, una historia en cinco volúmenes de la Ley Oral, la halajá y la agadá, desde los tiempos bíblicos hasta la composición del Shulján Aruj.
- <i id="mwAbQ">Mevo Hatalmud</i> («Introducción al talmud») y Torat Neviim («Enseñanzas de los profetas»), del rabino Zvi Hirsch Chajes. El primero es una historia detallada y una clasificación del talmud y su tradición oral subyacente, formulando la naturaleza, alcance y autoridad de la tradición. El segundo corresponde a tratados sobre la autoridad de la tradición talmúdica y sobre la estructura orgánica y metodología del talmud.
- <i id="mwAbk">Die Erste Mishna</i> (La primera mishná), un análisis histórico y lingüístico de la mishná realizado por David Zvi Hoffmann, que propone una colección temprana, uniforme, indiscutible y, por tanto, autorizada de la Ley Oral. (R. Hoffmann también fue autor de un comentario de la Torá que aborda algunos de los mismos temas mencionados).
- Matteh Dan (o Kuzari Hasheini; Londres 1714) escrito por el rabino David Nieto demuestra la autoridad de la Ley Oral y defiende la tradición contra ataques de parte de caraítas y escépticos.
- Varias obras del rabino Immanuel Aboab, especialmente su Nomología, defienden la ley tradicional y discuten su cronología.

Otras obras bien conocidas aquí, si bien quizás menos modernas en orientación, incluyen la Introducción a la mishná de Maimónides, que trata sobre la naturaleza de la Ley Oral, la distinción entre el profeta y el sabio, y la estructura organizativa de la mishná, así como la Introducción a la Torá Oral de Isaiah Horowitz («el Shelah») en la segunda parte de su <i id="mwAcs">Shenei Lujot HaBerit.</i>
Finalmente, otras obras importantes que discuten la Biblia como basada en la Torá Oral incluyen las siguientes:
- El Conciliador, del rabino Menasseh Ben Israel, obra escrita para reconciliar las aparentes contradicciones en numerosos pasajes de la biblia mediante el empleo de «una asombrosa variedad de fuentes», principalmente el Talmud y los comentarios judíos clásicos. Fue escrito en español, en Ámsterdam, 1632, principalmente para fortalecer la fe de los marranos.
- Dor Dor v'Dor'shav de Weiss discute de manera similar las aparentes divergencias en el Pentateuco y los varios libros de los Profetas .
- Me'am Lo'ez, empezado por el rabino Yaakov Culi en 1730, una explicación detallada de cada capítulo de la torá, explicándola desde «innumerables enfoques», especialmente según el Midrash y el talmud ; discute también la halajá relevante basada en el Shulján Aruj y el Mishné Torá. La obra pretendía ser un «compendio» de los principales campos del estudio de la torá para la comunidad de habla ladina.

### Perspectivas discordantes

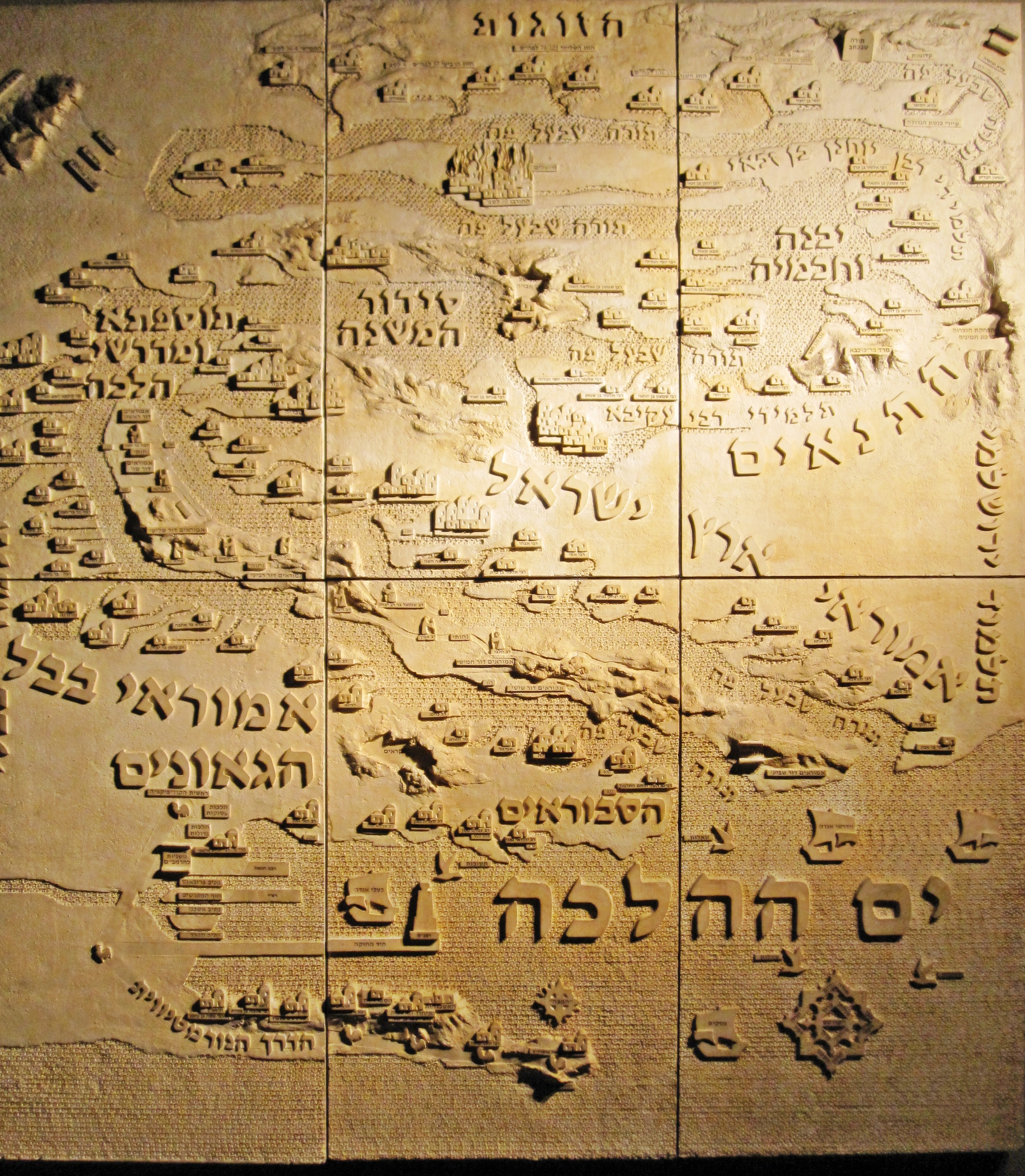
Un relieve que representa el desarrollo de la Ley Oral en el Museo de la Diáspora, Tel Aviv.

Desde tiempos farisaicos ha habido siempre un cierto nivel de oposición al concepto de una «Torá dual» bajo la sombra del judaísmo, aunque actualmente la secta caraíta es la única en oponerse formalmente a la incorporación de cualquier ley extrabíblica a su práctica. Más precisamente, las ramas del judaísmo moderno difieren más en sus perspectivas respecto al origen divino y la inmutabilidad de la Torá Oral que respecto a su creencia en la importancia de una tradición interpretativa como la que se ejemplifica el Talmud.

#### Saduceos
Los saduceos rechazaban las tradiciones orales farisaicas. Basaban sus interpretaciones en sus propias tradiciones enfatizando un entendimiento más literal de los versículos. En muchos aspectos, esto llevó a una observancia más severa que la de los fariseos, en particular en lo que toca a leyes de pureza y práctica del templo. Se desconocen la mayoría de aspectos de la ley saducea y sus métodos de interpretación.

#### Esenios
Los esenios, un grupo monástico, tenían una «organización monástica». Si bien tenían reglas y costumbres no bíblicas, rechazaban gran parte de las tradiciones orales.

#### Samaritanos
Los samaritanos, una secta antigua que ha sobrevivido en pequeños números hasta la actualidad, tienen su propia y rica tradición interpretativa, tal y como se ve reflejado en la colección legal samaritana medieval llamada Hiluj, que comparte raíces etimológicas con el término Halajá. Con todo, el concepto de una Ley Oral divinamente ordenada que tenga igual valor que la escrita es ajeno a la teología samaritana.

#### Caraítas
El judaísmo caraíta o caraísmo es una confesión judía que comenzó en Bagdad en el siglo VIII hasta formar una secta separada que rechazó la torá oral y el talmud y se apoyó exclusivamente en el tanaj como libro sagrado. De esta manera, por ejemplo, los caraítas entendieron el versículo del Éxodo 35:3 («En ninguna de vuestras moradas encenderéis fuego en día de Sabbat»)como una prohibición del uso de cualquier tipo de fuego en el Sabbat, incluyendo fuegos encendidos desde antes del comienzo del Sabbat, que están permitidos por la Ley Oral. Los caraítas tampoco siguen costumbres generalizadas como el uso de filacterias o la prohibición de comer leche y carne juntas, alegando que tales prácticas están basadas en la Ley Oral.
Algunos caraítas se esmeran en seguir únicamente el peshat ' (sentido puro) del texto. Esto contrasta con el judaísmo rabínico, que está basado en la Torá oral y emplea varios métodos interpretativos que, en ocasiones, se desvían del significado literal.

### Perspectivas modernas

#### Torat Eretz Israel
De acuerdo con Torat Eretz Yisrael y Minhagei Eretz Yisrael, es importante notar que los sabios de la Torá pueden errar, tal como podía hacerlo el Sanedrín (Levítico 4:13).

#### Judaísmo reformista
Para el judaísmo reformista, en general la Ley Oral refleja interpretaciones o perspectivas sobre la Torá escritas por grupos de rabinos en Babilonia y Palestina a lo largo de un período de tiempo, que no son inherentemente más legítimas o autorizadas que las opiniones de eruditos, filósofos o líderes religiosos judíos en cualquier otro tiempo, incluyndo el presente.

#### Judaísmo conservador
El judaísmo conservador (conocido también como «Masorti» fuera de América del Norte) adopta una perspectiva intermedia, afirmando que la tradición oral tiene derecho a autoridad, pero considerando a la vez sus decisiones como lineamientos flexibles en vez de como preceptos inmutables, que pueden verse a través de la lente de la modernidad. El estudioso y filósofo judío Ismar Schorsch afirma que el judaísmo conservador está vinculado a «sentir la divinidad tanto en la Torá como en la Ley Oral», aunque no de manera literalista. El rabino Zacharias Frankel, considerado como el fundador intelectual del judaísmo conservador, era respetado por muchos ortodoxos hasta que en 1859 escribió que el término talmúdico de «Ley dada a Moisés en el Sinaí» se refirió siempre a costumbres antiguas aceptadas como tales. Sus oponentes le exigieron que hiciera una declaración inequívoca de creencia en el origen divino total de la Ley Oral, pero Frankel se abstuvo de hacerlo. Como resultado, varias autoridades lo condenaron al ostracismo y fue declarado hereje.